# Calumma
Calumma — рід ящірок з родини Хамелеонів. Має 30 видів.

## Опис

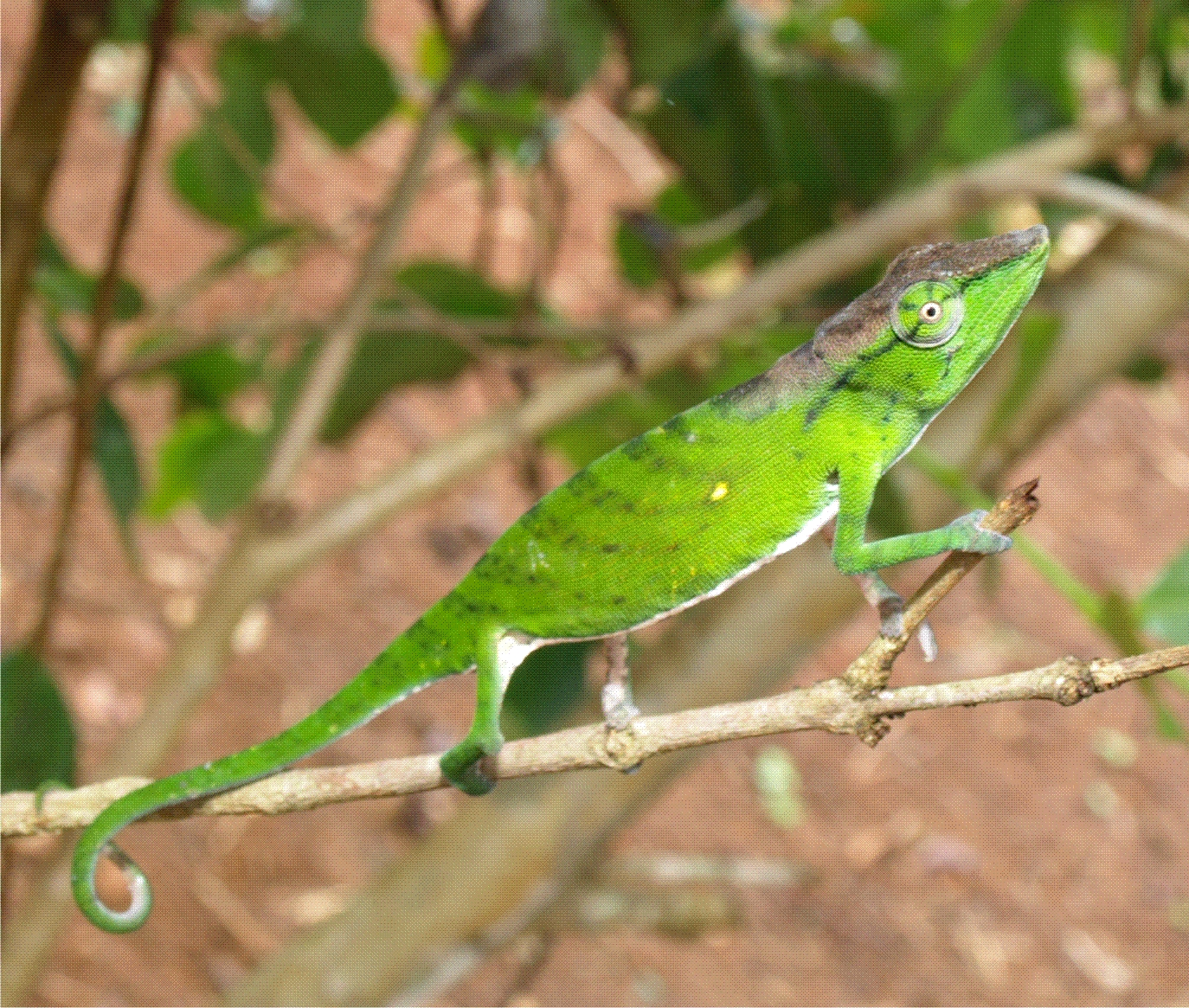
Calumma tarzan

Загальна довжина представників цього роду коливається від 6 до 40 см. За своєю будовою схожі на хамелеонів роду Furcifer. Від останніх відрізняється формою та розміром потиличного гребня. Хамелеони Calumma мають велику та широку голову. Потиличний гребінь у самців значно більше розвинений ніж у самок. Тулуб стиснутий з боків, хребет дуже зігнутий. Хвіст тонкий, довгий та чіпкий. кінцівки гарно розвинені. Забарвлення дуже мінливе. Переважають зелені та оливкові кольори з різними відтінками, зустрічають коричнюваті Calumma.

## Спосіб життя
Полюбляють вологі тропічні ліси у гірській місцевості. Зустрічаються до висоти 1900 м. Активні вдень. Харчуються комахами.
Це яйцекладні ящірки. Самиці відкладають від 5 до 40 яєць.

## Розповсюдження
Мешкає на о. Мадагаскар та Сейшельських островах.

## Види
- Calumma amber
- Calumma andringitraense
- Calumma boettgeri
- Calumma brevicorne
- Calumma capuroni
- Calumma crypticum
- Calumma cucullatum
- Calumma fallax
- Calumma furcifer
- Calumma gallus
- Calumma gastrotaenia
- Calumma glawi
- Calumma globifer
- Calumma guibei
- Calumma guillaumeti
- Calumma hafahafa
- Calumma hilleniusi
- Calumma jejy
- Calumma linotum
- Calumma malthe
- Calumma marojezense
- Calumma nasutum
- Calumma oshaughnessyi
- Calumma parsonii
- Calumma peltierorum
- Calumma peyrierasi
- Calumma tarzan
- Calumma tsaratananense
- Calumma tsycorne
- Calumma vatosoa
- Calumma vencesi
- Calumma vohibola